# Stypocladius appendiculatus
Stypocladius appendiculatus är en tvåvingeart som först beskrevs av Friedrich Georg Hendel 1913.  Stypocladius appendiculatus ingår i släktet Stypocladius och familjen Neriidae. Inga underarter finns listade i Catalogue of Life.